# Zazie
Zazie (Boulogne-Billancourt, França, 18 d'abril de 1964), de nom real Isabelle de Truchis de Varennes, és una cantant i compositora francesa. També és coproductora dels seus propis àlbums. A França és molt coneguda per haver aconseguit nombrosos números u a les llistes de vendes i per haver protagonitzat grans gires per tot el país.

## Biografia
Va escollir com a nom artístic Zazie en referència a la protagonista de la novel·la de Raymond Queneau, Zazie al metro. La seva mare era professora de música i celebrada pianista i el seu pare, Hervé de Truchis de Varennes, arquitecte.
Zazie va tocar el violí durant deu anys, així com el piano i la guitarra. La seva atracció per l'escriptura va sorgir a poc a poc. A l'edat de quatre va escriure la seva primera cançó, i la seva primera obra de teatre als vuit, i, així, va cursar el Batxillerat literari.
Es va dedicar uns anys al modelatge, per a les firmes Yves Saint Laurent, Karl Lagerfeld o Kenzo, abans de dedicar-se de ple a la música.

## Discografia

### Àlbums
- 1992: Je, Tu, Ils
- 1995: Zen
- 1998: Made in Love
- 2001: La Zizanie
- 2004: Rodéo
- 2007: Totem
- 2010: Za7ie

### Àlbums en directe
- 1999: Made In Live
- 2003: Ze Live!!
- 2006: Rodéo Tour

### Recopilatoris
- 2008: Zest of